# Juegos Mundiales Croatas

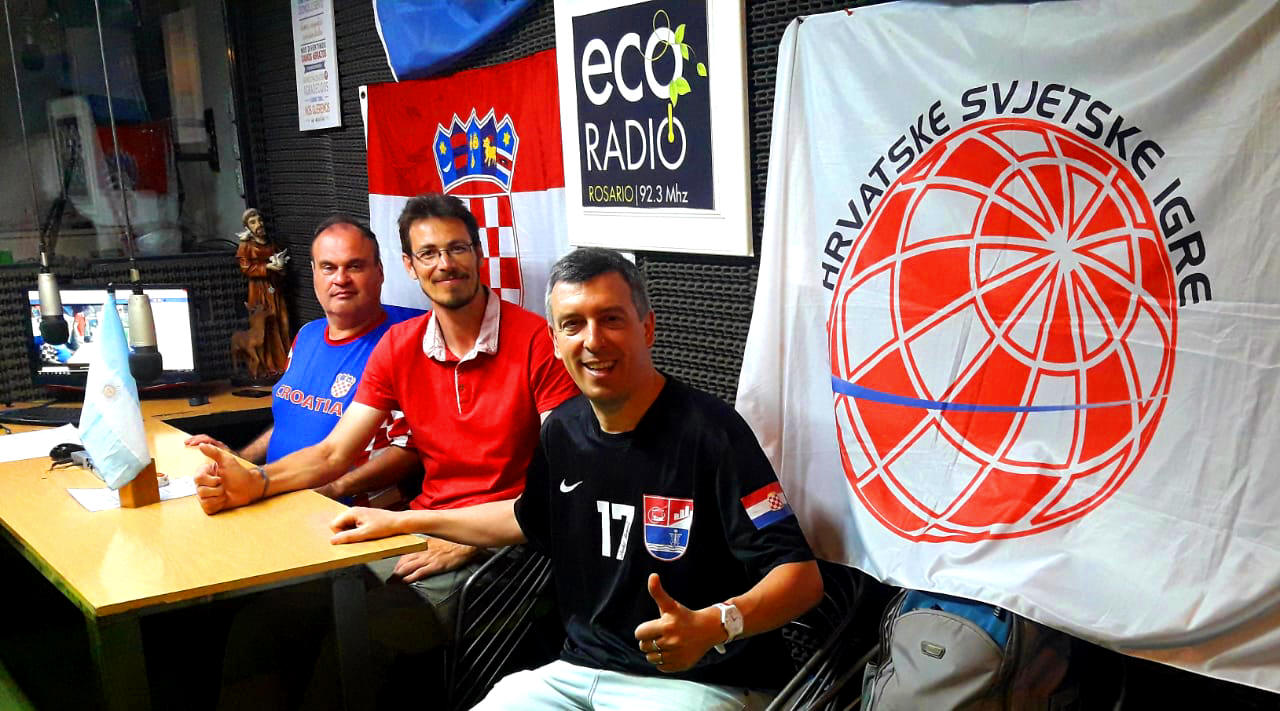
Bar Croata Radio, difusor oficial de los Juegos Mundiales Croatas

Juegos Mundiales Croatas (croata: Hrvatske svjetske igre, inglés: Croatian World Games) es una competición amateur multideportiva organizada por el Congreso Mundial Croata. Extraoficialmente, también se les llama Crolimpijada (inglés: Crolympics; también Hrolimpijada o Krolimpijada), con el eslogan "Juegos Olímpicos con signo croata". Reúnen a emigrantes croatas y a sus descendientes y se celebran en Croacia cada cuatro años. En los Juegos compiten atletas de origen croata que viven en todo el mundo en varios deportes olímpicos. Además de los participantes de fuera de Croacia, también participan atletas de Croacia y Bosnia y Herzegovina. Los participantes en los juegos no tienen que ser miembros del Congreso Mundial Croata ni de ninguna otra asociación deportiva, cultural o de otro tipo. La actuación en los juegos está a cargo de equipos nacionales de diversas partes del mundo, lo que significa que los competidores actúan bajo la bandera del país de donde provienen. La parte deportiva de los juegos se complementa con un programa cultural y artístico. Aunque los Juegos son de carácter amateur, también participan un número menor de deportistas profesionales y futuros profesionales que aún son más jóvenes.